# Liste der Biografien/Gork
Liste der Biografien |
Portal Biografien |
Personensuche
# |
A |
B |
C |
D |
E |
F |
G |
H |
I |
J |
K |
L |
M |
N |
O |
P |
Q |
R |
S |
T |
U |
V |
W |
X |
Y |
Z |
?
 
Ga |
Gb |
Gc |
Gd |
Ge |
Gf |
Gh |
Gi |
Gj |
Gk |
Gl |
Gm |
Gn |
Go |
Gp |
Gq |
Gr |
Gs |
Gu |
Gv |
Gw |
Gy |
Gz
 
Goa |
Gob |
Goc |
God |
Goe |
Gof |
Gog |
Goh |
Goi |
Goj |
Gok |
Gol |
Gom |
Gon |
Goo |
Gop |
Gor |
Gos |
Got |
Gou |
Gov |
Gow |
Goy |
Goz
 
Gora |
Gorb |
Gorc |
Gord |
Gore |
Gorf |
Gorg |
Gorh |
Gori |
Gorj |
Gork |
Gorl |
Gorm |
Gorn |
Goro |
Gorp |
Gorr |
Gors |
Gort |
Goru |
Gorv |
Gory |
Gorz
Die Liste der Biografien führt alle Personen auf, die in der deutschsprachigen Wikipedia einen Artikel haben. Dieses ist eine Teilliste mit 33 Einträgen von Personen, deren Namen mit den Buchstaben „Gork“ beginnt.

## Gork
- Görk, Ahmet Görkem (* 1983), türkischer Fußballspieler

### Gorka
- Gorka, Benjamin (* 1984), deutscher Fußballspieler
- Gorka, Dennis (* 2002), deutscher Fußballspieler
- Gorka, Eckhard (* 1955), deutscher lutherischer Theologe
- Gorka, Helmut (* 1960), deutscher Fußballspieler und Fußballtrainer
- Gorka, Juliana, deutsche Tennisspielerin
- Górka, Magdalena (* 1977), polnische Kamerafrau
- Gorka, Marianne (* 1971), deutsche evangelisch-lutherische Theologin
- Górka, Olgierd (1887–1955), polnischer Historiker, Publizist, Politiker und Diplomat
- Gorka, Sebastian (* 1970), amerikanischer Politiker
- Gorka, Stanislaus von (1538–1592), polnischer Graf, Politiker und Militär
- Görkay, Kutalmış (* 1967), türkischer Klassischer Archäologe

### Gorke
- Görke, Arno (1923–1992), deutscher Hörspielsprecher, Bühnen- und Fernsehschauspieler
- Görke, Bianca (* 1967), deutsche Politikerin (BSW, Die Linke), MdL
- Görke, Caspar (1822–1896), deutscher Historien- und Porträtmaler
- Görke, Christian (* 1962), deutscher Politiker (Die Linke), MdB, LandesfinanzministerChristian Görke (* 1962)

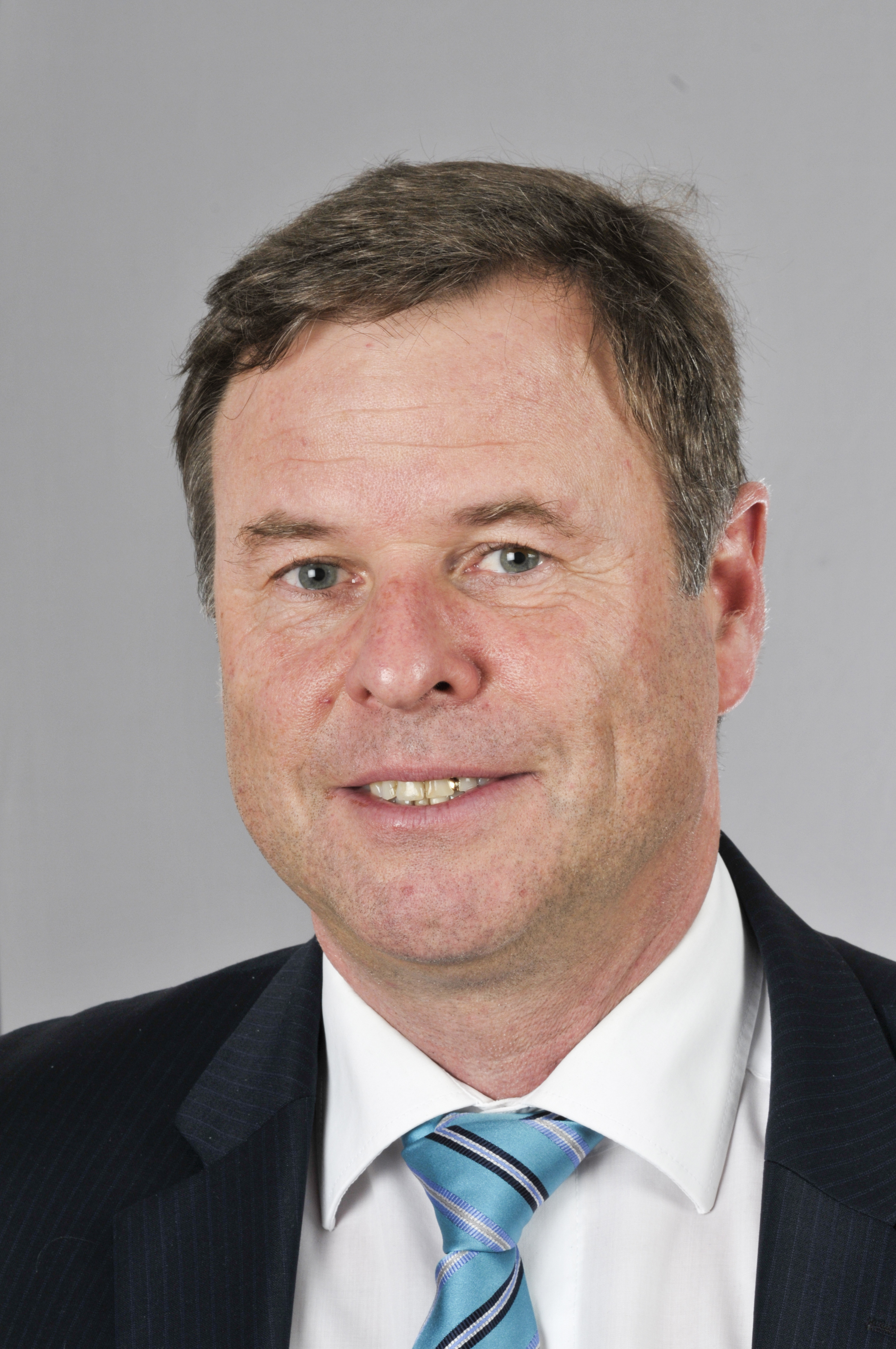
Christian Görke (* 1962)

- Görke, Johanna (* 1942), deutsche Malerin und Grafikerin
- Gorke, Martin (* 1958), deutscher Biologe und Umweltethiker
- Görke, Roger (* 1957), deutscher Jurist, Richter am Bundesfinanzhof
- Görke, Thorsten (* 1976), deutscher Fußballspieler
- Görkem, Arda (* 1998), türkisch-deutscher Schauspieler
- Görkey, Şeref (1914–2004), türkischer Fußballspieler, -trainer und -funktionär

### Gorki
- Gorki, Maxim (1868–1936), russischer SchriftstellerMaxim Gorki (1868–1936)

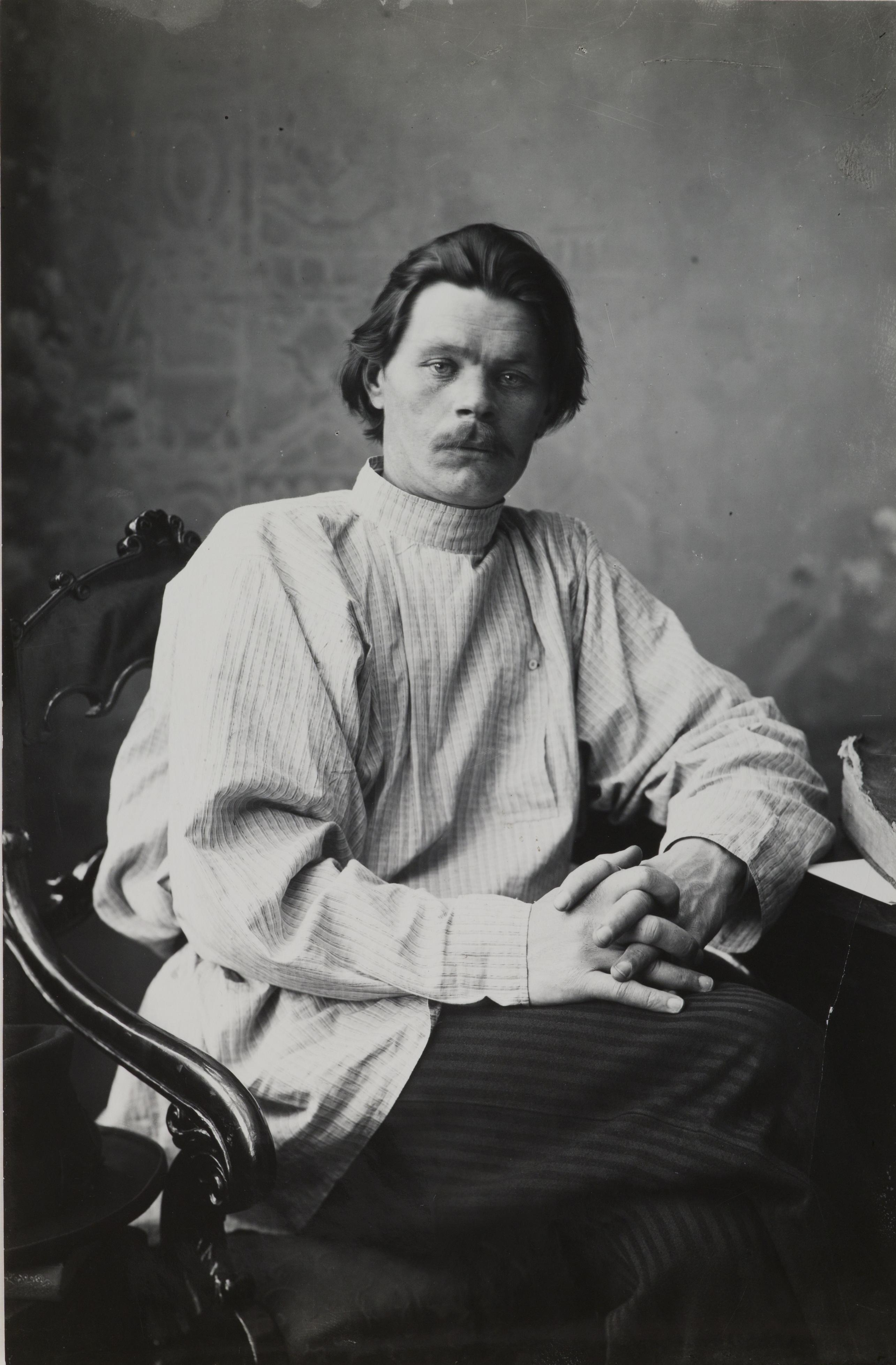
Maxim Gorki (1868–1936)

- Gorkić, Milan (1904–1937), tschechisch-jugoslowischer Kommunist
- Gorkin, Julián (1901–1987), spanischer Revolutionär und Schriftsteller

### Gorko
- Görkói, János (1916–2011), ungarischer Sprinter
- Gorkom, Jelle van (* 1991), niederländischer Radrennfahrer
- Gorkow, Alexander (* 1966), deutscher Schriftsteller und Journalist
- Gorkow, Jan (* 1987), deutscher Sänger
- Gorkow, Lew Petrowitsch (1929–2016), russisch-amerikanischer Physiker

### Gorks
- Gorks, Wolfgang (* 1931), deutscher Schauspieler und Hörspielsprecher
- Gorkšs, Kaspars (* 1981), lettischer Fußballspieler

### Gorky
- Gorky, Arshile (1904–1948), US-amerikanischer Maler armenischer Abstammung